# Jeff Goldblum
Jeffrey Lynn Goldblum (* 22. října 1952, Pittsburgh, USA) je americký herec.

## Počátky
Narodil se v Pittsburghu do židovské rodiny, otci Haroldovi Goldblumovi (lékař) a matce Shirley Temeles (moderátorka v radiu). Má sestru Pamelu a staršího bratra Leeho. Další bratr, Rick, zemřel ve 23 letech. Jeho prarodiče pocházeli z Běloruska a Polska.
V 17 letech se odstěhoval do New Yorku, aby studoval herectví. Na Broadwayi si odbyl premiéru ve hře Dva gentlemani z Verony, ve filmu pak v roce 1974, konkrétně ve snímku Přání smrti s Charlesem Bronsonem.

## Kariéra
Goldblum hrál za svůj život v několika velmi úspěšných filmech či seriálech. V roce 1986 byl obsazen do filmu Moucha. Za tuto roli obdržel Saturn Award. V roce 1988 hrál ve filmu Pozemšťanky jsou lehce k mání a o rok později ve filmech The Tall Guy a v druhém pokračování filmu Moucha 2.
V roce 1990 obdržel cenu na festivalu Sitges za roli ve filmu Mister Frost. Českým divákům mohou být také známy jeho role ve filmech Jurský park, Ztracený svět: Jurský park, Den nezávislosti, Svatý muž, Hráč, Princ egyptský nebo Jako kočky a psi. Od roku 2009 působí v seriálu Zákon a pořádek: Zločinné úmysly.

## Osobní život
Od roku 1980 byl šest let ženatý s Patricií Gaul. Od roku 1987 do roku 1990 pak s herečkou Geenou Davis. V současné době je ženatý potřetí, s tanečnicí a hadí ženou Emiliií Livingston. Pár má dvě děti.

## Filmografie

### Film
| Rok           | Název | Role                         | Poznámky               |
| ------------- | --- | ---------------------------- | ---------------------- |
| 1974          | Přání smrti                                                                                                  | blázen #1                    |                        |
| 1974          | Kalifornský holport                                                                                          | Lloyd Harris                 |                        |
| 1975          | Nashville | Muž na tříkolce              |                        |
| 1976          | Příští stanice Greenwich Village                                                                             | Clyde Baxter                 |                        |
| 1976          | Nedokončená novela                                                                                           | chlapec                      |                        |
| 1976          | Special Delivery                                                                                             | Snake                        |                        |
| 1977          | Sentinel | Jack                         |                        |
| 1977          | Annie Hallová                                                                                                | host na párty                |                        |
| 1977          | Between the Lines                                                                                            | Max Arloft                   |                        |
| 1978          | Pamatuj si mé jméno                                                                                          | Pan Nudd                     |                        |
| 1978          | Thank God It's Friday                                                                                        | Tony Di Marco                |                        |
| 1978          | Invaze zlodějů těl                                                                                           | Jack Bellicec                |                        |
| 1981          | Překročit práh                                                                                               | Aldo Gehring                 |                        |
| 1983          | Velké rozčarování                                                                                            | Michael Gold                 |                        |
| 1983          | Správná posádka                                                                                              | Recruiter                    |                        |
| 1984          | Dobrodružství Buckaroo Banzai napříč osmou dimenzí                                                           | New Jersey                   |                        |
| 1984          | Hrůza v temných uličkách                                                                                     | Jack Bellicec                |                        |
| 1985          | Do noci | Ed Okin                      |                        |
| 1985          | Silverado | "Slick" Calvin Stanhope      |                        |
| 1985          | Transylvania 6-5000                                                                                          | Jack Harrison                |                        |
| 1986          | Moucha | Seth Brundle                 |                        |
| 1987          | Toho doktora chci za ženu                                                                                    | Bruce                        |                        |
| 1988          | Vibrace | Nick Deezy                   |                        |
| 1988          | Pozemšťanky jsou lehce k mání                                                                                | Mac                          |                        |
| 1989          | The Tall Guy                                                                                                 | Dexter King                  |                        |
| 1989          | Mad monkey                                                                                                   | Dan Gillis                   |                        |
| 1990          | Mister Frost                                                                                                 | Pan Frost                    |                        |
| 1991          | Láska s rybou                                                                                                | Pianista                     |                        |
| 1992          | Vraždy na pobřeží                                                                                            | Max                          |                        |
| 1992          | Hráč | Sám sebe                     | cameo role             |
| 1992          | Tajná mise                                                                                                   | David Jason                  |                        |
| 1992          | Zabít Elizabeth                                                                                              | Howard Pigeon                |                        |
| 1993          | Jurský park                                                                                                  | Dr. Ian Malcolm              |                        |
| 1995          | Skrýš | Hatch Harrison               |                        |
| 1995          | Dva v tom | Sean Fletcher                |                        |
| 1995          | Bělásek | Donald Ripley                |                        |
| 1996          | Velký švindl                                                                                                 | Mitchell Kane                |                        |
| 1996          | Den nezávislosti                                                                                             | David Levinson               |                        |
| 1996          | style="background: #ececec; color: grey; vertical-align: middle; text-align: center; " class="table-na" \| — | režisér, krátkometrážní film |                        |
| 1996          | "Mrtvý" boss                                                                                                 | Mickey Holliday              |                        |
| 1997          | Ztracený svět: Jurský park                                                                                   | Dr. Ian Malcolm              |                        |
| 1998          | Svatý muž | Ricky Hayman                 |                        |
| 1998          | Princ Egyptský                                                                                               | Aaron (hlas)                 |                        |
| 1998          | Vítejte v Hollywoodu                                                                                         | Sám sebe                     | cameo role             |
| 2000          | Dvojník | John Nolan                   |                        |
| 2000          | Řetěz bláznů                                                                                                 | Avnet                        |                        |
| 2000          | One of the Hollywood Ten                                                                                     | Herbert Biberman             |                        |
| 2001          | Parfém | Jamie                        | také výkonný producent |
| 2001          | Jako kočky a psi                                                                                             | Profesor Brody               |                        |
| 2002          | Běž, Ronnie, běž!                                                                                            | Sám sebe                     | cameo role             |
| 2002          | Igby | D.H. Banes                   |                        |
| 2003          | Dallas 362                                                                                                   | Bob                          |                        |
| 2003          | Akce Jelcin                                                                                                  | George Gorton                |                        |
| 2004          | Záhada jezera Lochness                                                                                       | Host na párty                | cameo role             |
| 2004          | Život pod vodou                                                                                              | Allistair Hennessey          |                        |
| 2006          | Úkladná vražda                                                                                               | Mike Rudell                  |                        |
| 2006          | Strach Fay Grimové                                                                                           | Agent Fulbright              |                        |
| 2006          | Pittsburgh                                                                                                   | Sám sebe                     | také producent         |
| 2006          | Muž roku | Stewart                      |                        |
| 2008          | Okamžik vzkříšení                                                                                            | Adam Stein                   |                        |
| 2010          | Záměna | Leonard                      |                        |
| 2010          | Hezké vstávání                                                                                               | Jerry Barnes                 |                        |
| 2012          | Tim and Eric's Billion Dollar Movie                                                                          | Šéfkuchař Goldblum           |                        |
| 2012          | Zambezia | Ajax (hlas)                  |                        |
| 2013          | Le Week-End                                                                                                  | Morgan                       |                        |
| 2014          | Grandhotel Budapešť                                                                                          | strážník Kovacs              |                        |
| 2014          | Unity | Vypravěč (hlas)              | dokument               |
| 2015          | Mortdecai: Grandiózní případ                                                                                 | Milton Krampf                |                        |
| 2016          | Den nezávislosti: Nový útok                                                                                  | David Levinson               |                        |
| 2017          | Guardians of the Galaxy Vol. 2                                                                               | Grandmaster                  |                        |
| 2017          | Thor: Ragnarok                                                                                               | Grandmaster                  |                        |
| 2017          | Miyubi | Tvůrce                       | krátkometrážní film    |
| 2018          | Psí ostrov                                                                                                   | Duke (hlas)                  |                        |
| 2018          | Jurský svět: Zánik říše                                                                                      | Dr. Ian Malcolm              |                        |
| 2018          | Hotel Artemis                                                                                                | Niagara                      |                        |
| 2018          | Hora | Dr. Wallace Fiennes          |                        |
| 2021          | Mimi šéf: Rodinný podnik                                                                                     | Dr. Erwin Armstrong (hlas)   |                        |
| 2022          | Jurský svět: Nadvláda                                                                                        | Dr. Ian Malcolm              |                        |
| 2022          | Thor: Láska jako hrom                                                                                        | Grandmaster                  |                        |
| bude oznámeno | Asteroid City                                                                                                | bude oznámeno                |                        |

### Televize
| Rok        | Název                                  | Role                    | Poznámky                                   |
| ---------- | -------------------------------------- | ----------------------- | ------------------------------------------ |
| 1975       | Columbo                                | protestant              | díl: „Případ diplomatické imunity”         |
| 1976       | The Blue Knight                        | Daggett                 | díl: „Upward Mobility”                     |
| 1977       | Starsky & Hutch                        | Harry Markham           | díl: „Murder on Stage 17”                  |
| 1980       | Příběh z Ospalé kotliny                | Ichabod Crane           | TV film                                    |
| 1980       | Tenspeed and Brown Shoe                | Lionel Whitney          | 14 dílů                                    |
| 1982       | Vražda podle scénáře                   | Leo Gibbs               | TV film                                    |
| 1982       | Laverne & Shirley                      | Jeffrey                 | díl: „Watch the Fur Fly”                   |
| 1984       | Ernie Kovacs: Between the Laughter     | Ernie Kovacs            | TV film                                    |
| 1984       | American Playhouse                     | sofistikovaný muž       | díl: „Popular Neurotics”                   |
| 1985       | Faerie Tale Theatre                    | Vlk                     | díl: „Tři malá prasátka”                   |
| 1986       | Divadlo Raye Bradburyho                | Cogswell                | díl: „The Town Where No One Got Off”       |
| 1987       | Life Story                             | James Watson            | TV film                                    |
| 1990       | Sezame, otevři se                      | Minneapolis             | díl 21.72                                  |
| 1990       | Podfukáři                              | Wiley                   | TV film                                    |
| 1990–1991  | Kapitán Planeta                        | Verminous Skumm (hlas)  | 4 dílů                                     |
| 1993       | Opojný život                           | Al Gorky                | TV film                                    |
| 1993–1997  | Saturday Night Live                    | moderátor               | 2 díly                                     |
| 1995       | The Larry Sanders Show                 | Sám sebe                | díl: „Nothing Personal”                    |
| 1996       | Simpsonovi                             | MacArthur Parker (hlas) | díl: „Ryba jménem Selma”                   |
| 1998       | Mr. Show with Bob and David            | Vypravěč (hlas)         | díl: „Like Chickens... Delicious Chickens” |
| 1999       | When Dinosaurs Ruled...                | Sám sebe                | dokumentární seriál                        |
| 2002       | Tatík Hill a spol.                     | Dr. Vayzosa (hlas)      | díl: „The Substitute Spanish Prisoner”     |
| 2003       | Přátelé                                | Leonard Hayes           | díl: „Přepadení”                           |
| 2003       | Válečné příběhy                        | Ben Dansmore            | TV film                                    |
| 2003–2005  | Crank Yankers                          | Prof. Fermstein (hlas)  | 2 díly                                     |
| 2004       | Tom Goes to the Mayor                  | Bill Joel (hlas)        | díl: „Toodle Day”                          |
| 2005       | Will a Grace                           | Scott Wooley            | 3 díly                                     |
| 2007       | Vize zločinu                           | Michael Raines          | 7 dílů                                     |
| 2007       | Tim and Eric: The Podcast              | Sám sebe                | 2 díly                                     |
| 2009–2010  | Zákon a pořádek: Zločinné úmysly       | detektiv Zack Nichols   | 24 dílů                                    |
| 2011       | NTSF:SD:SUV                            | Gunnar Geirhart         | díl: „Full Hauser”                         |
| 2011       | Allen Gregory                          | Perry Van Moon (hlas)   | díl: „Van Moon Rising”                     |
| 2011–2012  | Liga snů                               | Rupert Ruxin            | 2 díly                                     |
| 2012       | Susan 313                              | Benny Burnet            | pilotní díl                                |
| 2012       | Glee                                   | Hiram Berry             | 2 díly                                     |
| 2012–2015  | Portlandia                             | Více rolí               | 5 dílů                                     |
| 2014       | Monkey Love                            | Roger                   | díl: „It's a Jungle Out There”             |
| 2014       | Last Week Tonight with John Oliver     | Sám sebe                | 1 díl                                      |
| 2015       | Amyino plodné lůno                     | Jury Foreman            | díl: „12 Angry Men Inside Amy Schumer”     |
| 2016       | Nezdolná Kimmy Schmidt                 | Dr. Dave                | díl: „Kimmy potkává celebritu!”            |
| 2017       | Tour de doping                         | Marty Hass              | TV film                                    |
| 2019       | Peanuts in Space: Secrets of Apollo 10 | Sám sebe                | TV krátkometrážní film                     |
| 2019       | Happy!                                 | Bůh (hlas)              | díl: „Resurrection”                        |
| 2019–dosud | Svět očima Jeffa Goldbluma             | Sám sebe                | 12 dílů                                    |
| 2020       | RuPaul's Drag Race                     | Sám sebe/porotce        | 1 díl                                      |
| 2021       | Co kdyby...?                           | Grandmaster (hlas)      | díl: „What If... Thor Were an Only Child?” |
| 2022       | Search Party                           | Tunnel Quinn            | 6 dílů                                     |
| 2024       | Kaos                                   | Zeus                    | 8 dílů                                     |